# Waldbach (Gusterath)
Il Waldbach è un affluente alla sinistra orografica del Ruwer, nella Renania-Palatinato (Germania). Le sue sorgenti si trovano nel territorio del comune di Gusterath mentre l'immissione nel Ruwer ha luogo a Gusterath-Tal. Nel suo corso il fiume scende di un dislivello di 163 m dopo aver percorso 2,409 km fra sorgente e sbocco.